# KFCV Alberta Geel
KFCV Alberta Geel is een Belgische voetbalclub uit Geel. De club is bij de KBVB aangesloten met stamnummer 3926 en heeft rood-wit als clubkleuren.

## Geschiedenis
Voor de Eerste Wereldoorlog was er in de Hei nog geen georganiseerde voetbalploeg. Koster Jef Peeters herinnerde zich dat hij in zijn jeugd op een terrein aan de Winkelomseheide speelde. De tegenstander was nogal eens een ploegje scholieren van het Sint-Aloysiuscollege. Zijn generatiegenoten, de toenmalige collegestudenten Dictus Verwimp van de Diestseweg en Willem Lahaye (schoonbroer van Gerard Vandecruys) hebben dat ooit bevestigd. Het ging er in die tijd zeker nog niet professioneel aan toe. Voetbalschoenen en lederen ballen, bijvoorbeeld, waren er in de Hei niet te krijgen. Varkensblazen waren toen nog ruim voldoende.
Er was in die periode ook nog een tweede voetbalploeg in Winkelomheide, namelijk ‘Heidezonen’. Vermoedelijk hadden zij hun lokaal en terrein in de buurt van Gerard Vandecruys. Beide ploegen speelden dikwijls tegen mekaar. Van hooliganisme was nog geen sprake, maar het ging er toch niet altijd even rustig aan toe in ‘de stille heide’.
Nadat FC Heisport in 1938 was gestopt, begon het bij sommigen jonge mannen opnieuw ‘te kriebelen’, ze wilden graag voetballen. René Nevelsteen, rans Mertens, Jos (de melkboer) en Remi Hendrickx staken begin jaren ’40 de koppen bij mekaar en richtten een nieuwe voetbalploeg op. De bijeengezochte truitjes zouden in dezelfde kleur geverfd worden en een rode kleur werd genomen omdat deze het meest succes op slagen zou hebben. De naam van de voetbalploeg werd ontleend aan het nabij gelegen kanaal. Het eerste bestuur bestond uit Jos Hendrickx, René Nevelsteen, Petrus Mens, Fons Van Hout en Jef Proost.Het eerste terrein van Alberta was gelegen in de Hezemeer op het terrein van ‘den d’juus van Mol’ en de kleedkamers waren in de nabijgelegen café van ‘den Holander’. Na enkele jaren van onderbreking is FC Heisport opnieuw gestart in competitie en waren er enkele “beruchte derby’s” tussen de twee ploegen. Eind jaren ’60 werd er tussen de twee ploegen stappen ondernomen om samen te gaan, wat leidde tot de nieuwe clubnaam ‘F.C. Verbroedering Alberta’.
De eerste echte voetbalploegen kwamen uit de caféwereld. Het is moeilijk exacte data te geven, maar ongetwijfeld was de ploeg van ‘Heidebloem’, het café van Louis Vandecruys, een van de eerste Hei-ploegen. Rond 1917 vinden we de eerste vermelding van ‘FC Heidezonen’ in het Nieuwsblad van Gheel. De tweede ploeg van de Hei, Belgica, is vermoedelijk iets jonger. Belgica, het team van de Hendrickxen, was ten andere niet echt authentiek van de Hei. De naam komt immers van Belgica Edegem, een ploeg die nog steeds bestaat. Tijdens en ook na de Eerste Wereldoorlog werden er redelijk wat derby’s gespeeld en werd er ook aangetreden tegen teams uit de buurt als Sparta, Netegalm, Flandria en Netezonen. De beide ploegen verdwenen en maakten plaats voor Hei-sport dat het -na enkele jaren onderbreking- uithield tot in 1968. Tijdens de Tweede Wereldoorlog was ook Alberta al ontstaan. De club kende dieptepunten, maar ook momenten van opperste glorie. De club mag vooral trots zijn op haar jeugdwerking. Bovendien zijn twee huidige profs in eerste klasse, Filip Daems (Lierse) en Robby Van De Weyer (Germinal Beerschot) hier hun loopbaan begonnen.

## Bekende (oud)spelers
- Filip Daems
- Robby Van De Weyer